# Обецков
Обецков (словац. Obeckov — село, громада в окрузі Вельки Кртіш, Банськобистрицький край, центральна Словаччина, історичний регіон Новоград. Кадастрова площа громади — 10,88 км². Населення — 474 особи (за оцінкою на 31 грудня 2017 року).

## Історія
Перша згадка 1323 року.

## Населення
| Рік:            | 1994. | 2004.    | 2014.   | 2024.    |
| --------------- | ----- | -------- | ------- | -------- |
| Кількість осіб: | 424   | 478      | 496     | 433      |
| Різниця:        |       | +12,73 % | +3,76 % | -12,70 % |

| Рік:            | 2023. | 2024.   |
| --------------- | ----- | ------- |
| Кількість осіб: | 424   | 433     |
| Різниця:        |       | +2,12 % |